# Vladislao II el Desterrado

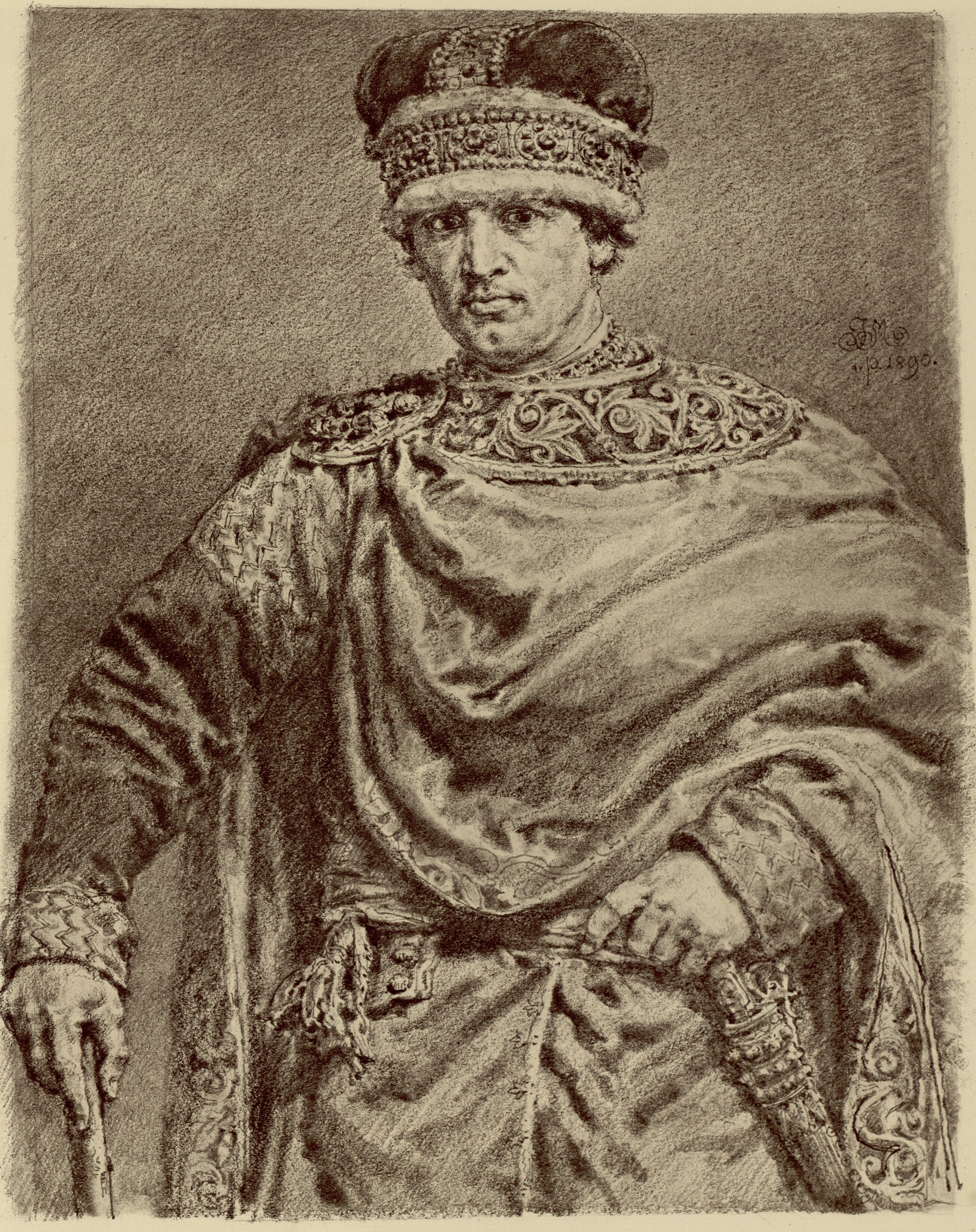
Vladislao II el Exiliado. Dibujo de Jan Matejko.

Vladislao II el Desterrado (en polaco: Władysław II Wygnaniec; Cracovia, 1105-Altenburgo, 30 de mayo de 1159) fue Gran Duque de Polonia entre 1138 y 1146. Era hijo de Boleslao III el Bocatorcida, duque de Polonia, y Zbyslava, hija de Sviatopolk II de Kiev.

## Biografía
Tras la muerte de su padre Boleslao III el Bocatorcida, Vladislao II, como hijo mayor, se convirtió en Gran Duque de Polonia. Controló las provincias ducales de Cracovia y Gniezno y también sus provincias hereditarias de Silesia.
En 1145 intentó tomar el control del país y mutiló al voivoda, es decir, al castellano (alcaide o gobernador de un castillo) danés Pedro Wlast (en polaco: Piotr Włostowic). En 1146 Vladislao II fue empujado al exilio por sus hermanos menores y en 1159 murió en Alemania.
En 1163 la provincia de Silesia fue entregada a los hijos de Vladislao por el duque de Polonia Boleslao IV el Rizado. Sucesivamente, Silesia fue dividida en hasta 17 ducados independientes entre los descendientes y sucesores de Vladislao, hasta que los Piast de Silesia se extinguieron con Jorge Guillermo de Legnica en 1675.

### Matrimonio y descendencia
En 1125 Vladislao se casó con Inés de Babenberg (c. 1108/1113-Altenburg, 24 de enero de 1160/63), hija del margrave Leopoldo III de Austria e Inés de Alemania, que a su vez era hija de Enrique IV del Sacro Imperio Romano Germánico. Ella era también medio hermana del rey de Alemania, Conrado III. Tuvieron cinco hijos:
1. Boleslao I el Alto (1127-8 de diciembre de 1201).
2. Miecislao IV el Piernas Torcidas (c. 1130-16 de mayo de 1211).
3. Riquilda de Polonia (1140-16 de junio de 1185), casada primero en 1152 con Alfonso VII de León, rey de Castilla, León Y Galicia, luego en 1162 con Ramón Berenguer III de Provenza, y finalmente, en 1167 con el conde Alberto III de Everstein.
4. Conrado I (1146/57-17 de enero de 1190), duque de Glogow.
5. Alberto (c. 1168), muerto joven.